# Sybra ternatensis
Sybra ternatensis là một loài bọ cánh cứng trong họ Cerambycidae.